# راس كيفا
راس كيفا هي إحدى القرى اللبنانية من قرى قضاء زغرتا في محافظة الشمال.